# منيب صائم الدهر
منيب صائم الدهر مهندس وسياسي سوري شغل منصب وزير الكهرباء في حكومة ميرو الأولى برئاسة محمد مصطفى ميرو في شهر مارس عام 2000. واستمرّ في منصبه في حكومة ميرو الثانية التي استمرّت من 1 ديسمبر 2001 حتى 18 سبتمبر 2003. ظل صائم الدهر على رأس وزارة الكهرباء في حكومة محمد ناجي العطري منذ توليها لمهامها حتى صدور التعديل الوزاري الثالث الذي أعفي على إثره من مهامه بتاريخ 11 فبراير عام 2006، ليخلفه أحمد خالد العلي وزيرًا للكهرباء، والذي شغل المنصب خلال الفترة الممتدة من 11 فبراير عام 2006 حتى 18 سبتمبر عام 2008.

## وزيرًا للكهرباء
في عام 2001، أشرف منيب صائم الدهر على إبرام صفقة ما بين وزارة الكهرباء السورية وهيئة الكهرباء العراقية برئاسة سحبان فيصل محجوب خلال عهد نظام صدام حسين في ظل الحصار الدولي المفروض على النظام العراقي. بموجب هذه الصفقة، باعت سوريا عددًا من الوحدات الغازية التي تم تفكيكها من مواقعها في سوريا ونقلها بصورة مموهة إلى العراق، وتم تنصيبها في عدة مواقع ومنها محطتي التاجي وخور الزبير الغازيتين.
شهد عهد صائم الدهر تشكيل مجلس إدارة للمؤسسة العامة لتوزيع واستثمار الطاقة الكهربائية.

## الوفاة
توفي في حلب بتاريخ 5 أبريل عام 2021، ودفن بمقبرة العرابي في المدينة.